# 5561 Iguchi
5561 Iguchi eller 1991 QD är en asteroid i huvudbältet som upptäcktes den 17 augusti 1991 av den japanska astronomen Satoru Otomo i Kiyosato. Den är uppkallad efter japanen Masatoshi Iguchi.
Asteroiden har en diameter på ungefär 6 kilometer och den tillhör asteroidgruppen Flora.